# Viktor Stanitsyne
Viktor Yakovlevitch Stanitsyne (en russe : Виктор Яковлевич Станицын), né le 2 mai 1897 à Ekaterinoslav dans l'Empire russe et mort le 24 décembre 1976 à Moscou (Union soviétique), est un acteur soviétique et russe.

## Filmographie partielle
- 1929 : Les Grades et les Hommes (Чины и люди) de Yakov Protazanov
- 1945 : Innocents coupables (Без вины виноватые) de Vladimir Petrov
- 1948 : La Bataille de Stalingrad (Сталинградская битва) de Vladimir Petrov
- 1949 : La Chute de Berlin (Падение Берлина) de Mikhaïl Tchiaoureli
- 1950 : Les Feux de Bakou (Огни Баку) de Iossif Kheifitz, Rza Tahmasib et Alexandre Zarkhi
- 1951 : L'Inoubliable 1919 (Незабываемый 1919 год) de Mikhaïl Tchiaoureli
- 1960 : Les Âmes mortes (Мёртвые души) de Leonid Trauberg
- 1967 : Guerre et Paix (Война и мир) de Sergueï Bondartchouk

## Récompenses et nominations

### Récompenses
- 1948 : Artiste du peuple de l'URSS